# Signiphora longiclava
Signiphora longiclava is een vliesvleugelig insect uit de familie Signiphoridae. De wetenschappelijke naam is voor het eerst geldig gepubliceerd in 1917 door Girault.